# Турбинный (порог)
Турбинный — речной порог водопадного типа на горной реке Чуя в Республике Алтай. Относится к четвёртой—пятой категории сложности водных препятствий по российской классификации, и считается одним из трёх сложнейших порогов Нижней Чуи. Длина порога составляет около 25 метров.

## Географическое расположение
Порог Турбинный находится у отметки «371 км» федеральной трассы Р256 (Чуйский тракт) в республике Алтай (Онгудайский район). Расстояние до районного центра села Онгудай около 60 километров на северо-запад. Порог начинается сразу за резким (более 90°) левым поворотом реки Чуя, которая в этом месте перегорожена выходами скальных пород, которые его и образуют. В 600 метрах ниже по течению от Турбинного находится порог Горизонт (5 к. с.).

## Технические характеристики порога
Порог Турбинный имеет четвёртую—пятую категорию сложности (при «высокой» воде он представляет собой водное препятствие пятой категории сложности, в «среднюю» и «низкую» воду категория понижается до четвёртой) по российской классификации и, наряду с порогами Бегемот (5—6 к. с.) и Горизонт (5 к. с.), является одним из трёх сложнейших порогов Нижней Чуи. Характерным препятствием порога является мощный водопадный слив, осложнённый камнями и большой бочкой после него.
После резкого поворота реки её поток разделяется на два русла скалой, стоящей посередине. Левая протока шириной около 5—7 метров является более лёгкой и безопасной для прохождения. В её середине, в свою очередь, находится большой «клык», делящий её ещё на две части, одна из которых уходит на 90° вправо. Правая протока мельче и уже, шириной до 3 метров. Характерными препятствиями в ней являются косые валы. На выходе из протоки стоит большой камень. Общая протяжённость порога около 25 метров с уровнем падением воды до 4 метров. Сразу после порога река становится мелкой и спокойной, что делает возможным страховку с воды (с судна). Также возможна страховка с берегов.

### Подход к порогу и разведка
Заметные ориентиры порога с воды отсутствуют. Непосредственно перед ним Чуя делает три левых поворота. В этом месте по её левому берегу отвесная каменная стена высотой 10—20 метров, а по правому берегу крутая скальная осыпь с большими камнями. Одновременно с этим уровень реки также заметно понижается, что косвенно свидетельствует о приближении к препятствию. Порог находится сразу за следующим крутым левым поворотом реки. Идти в порог без разведки не рекомендуется. Причаливание и разведка может осуществляться как с правого, так и с левого берега. Одновременно с порогом Турбинный можно просмотреть порог Горизонт, расстояние до которого около 600 метров, так как удобное место для высадки на берег между ними отсутствует. В непосредственной близости от обоих порогов (на расстоянии около 200 метров по правом берегу) проходит Чуйский тракт, с которого к ним ведёт грунтовая дорога.

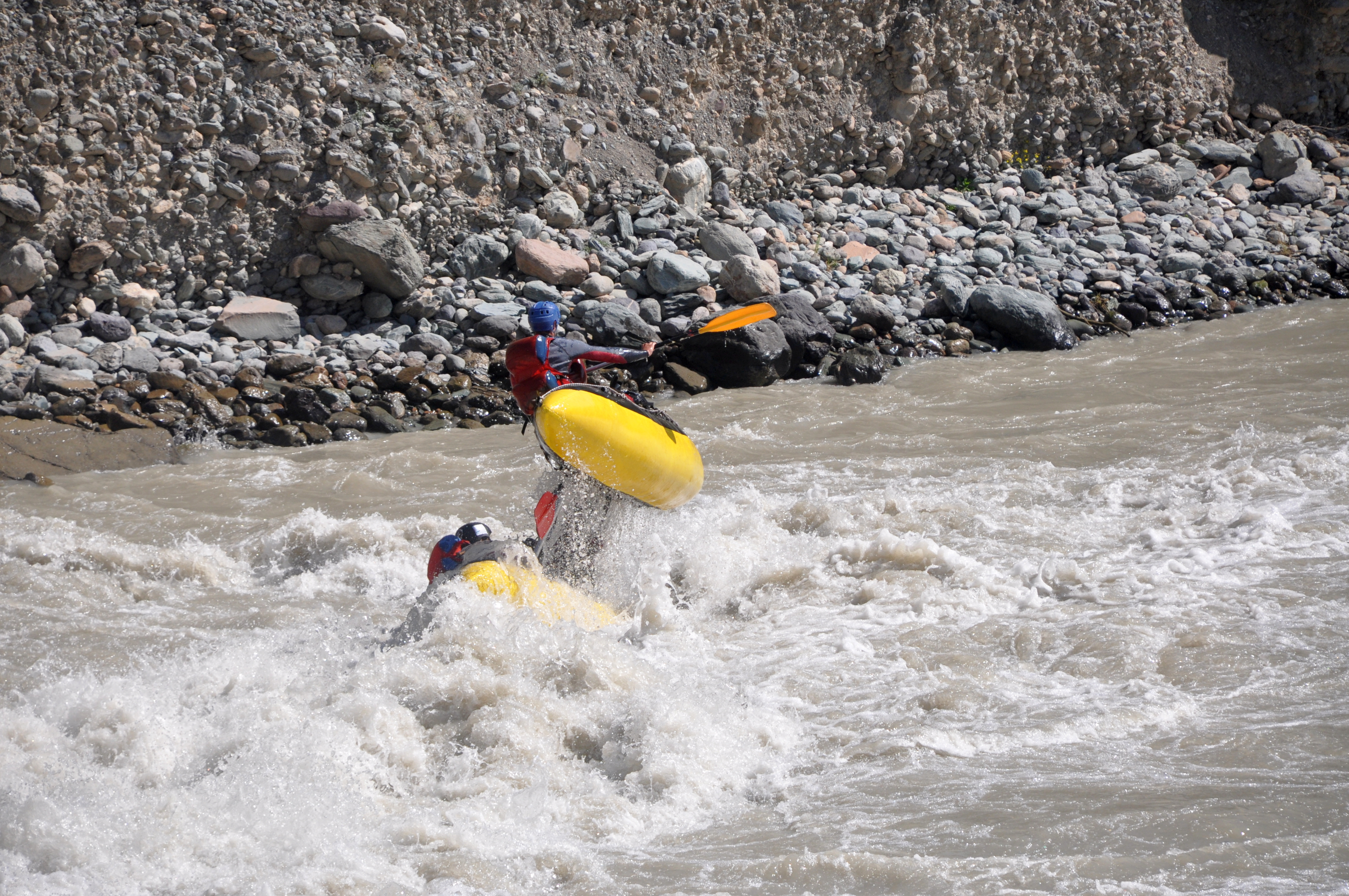
Прохождение Турбины

### Прохождение порога при разном уровне воды
Обычно порог проходится по левой протоке. Перед заходом в порог необходимо набрать скорость, чтобы не попасть в обратное течение в бочке. Левая протока является проходимой в любую воду по обоим маршрутам (справа и слева от «клыка»). Правая протока является сложней и опасней, и обычно проходится только катамаранами в «высокую» и «среднюю» воду. Эта протока имеет сложный выход из-за камня, расположенного посередине русла. Во время «высокой» воды под камнем может образовываться сильный прижим. В «низкую» воду правая протока становится очень мелкой для прохождения.

## Туризм
Порог Турбинный является одним из основных препятствий при сплавах по Нижней Чуе. Порог является проходимым для плотов (рафтов), катамаранов, каяков. Также возможно прохождение порога в рамках «коммерческих сплавов».
До 2004 года прохождение порога Турбинный было частью одного из этапов международных соревнований по водному туризму «Чуя-Ралли». Параллельный спринт на длинной дистанции проходил по участку реки, включающем пороги Турбинный и Горизонт, и заканчивался в 1,5 километрах ниже устья Чуи на Катуни. Впоследствии эту дистанцию перенесли выше. С 2005 года она проходит через пороги Классический (3 к. с.) и Слаломный (4 к. с.), находящиеся между порогами Бегемот и Турбинный.